# چلیپا (خوشنویسی)
چلیپا یکی از پرکاربردترین قالب‌ها و شیوه‌های نگارش در خوشنویسی در خط نستعلیق به‌ویژه در ایران است. خط چلیپا شکلی است از دو خط متقاطع که به زوایای قائم تقاطع کرده باشند. به نوشتهٔ «غلام‌حسین امیرخانی» چلیپا؛ مورب نوشتنِ دو بیت یا چهار مصراع از شعری، با مضمون و پیامِ واحد، در یک صفحه مستطیل است. بدین ترتیب که باید چهار سطر شعر را، که امکان دارد از نظر هندسه حروف و کلمات، ناموزون و ناهمگون باشند، در مجموعه‌ای تناسب بخشند، ضمن آنکه در مجموع و در هر چهارسطر، نسبتهای مشترک چون زنجیره‌ای پیوستگی داشته باشند و در آن اصول زیبایی رعایت شود.

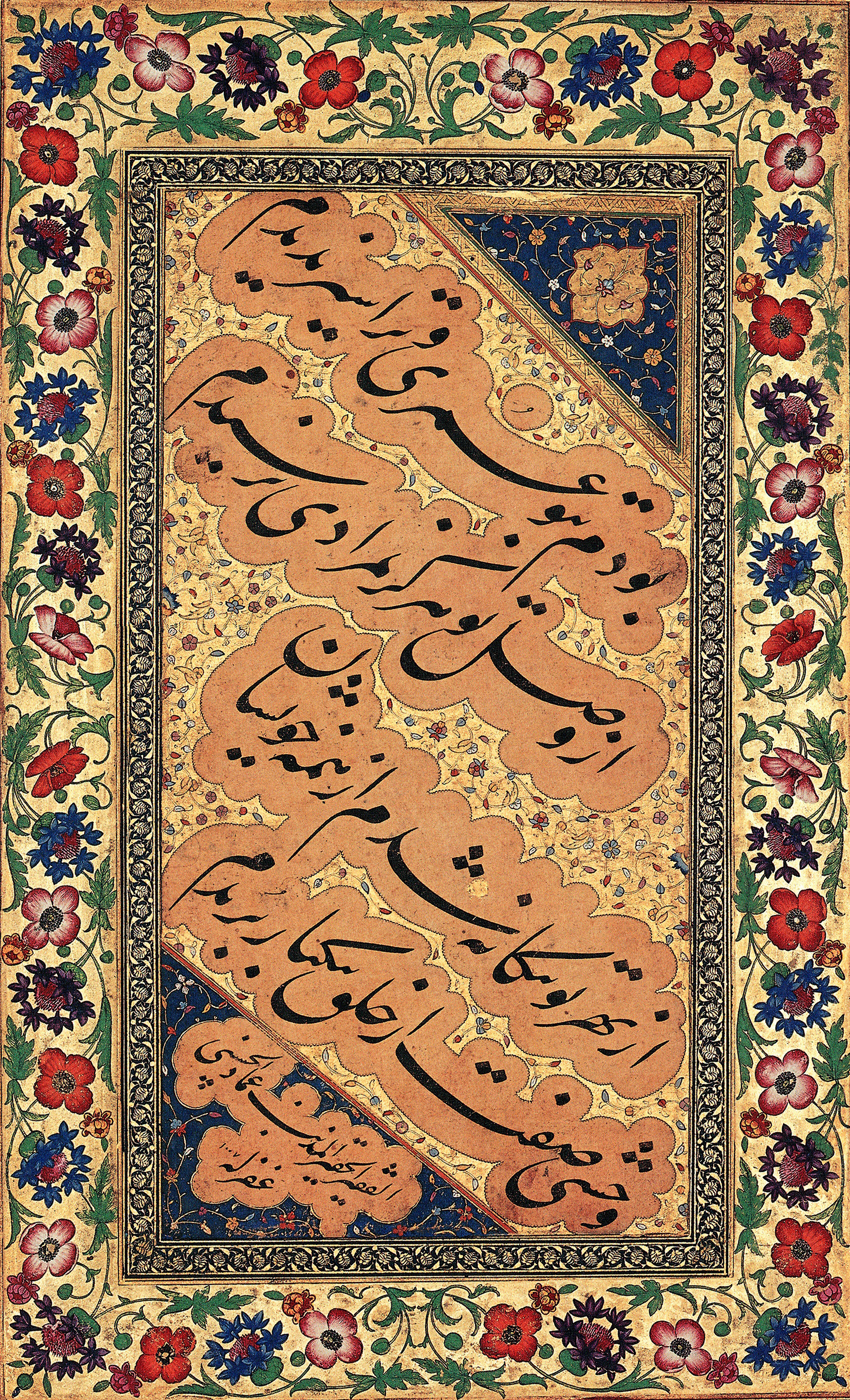
چلیپایی از میرعماد

## چلیپا در خوشنویسی
از کلمه چلیپا در خوشنویسی دو معنا استنباط می‌شود:
1. نمونه آثاری که در آن کرسیِ کلمات «مورب» است و سطرها به صورتِ متقاطع با کرسیِ آشنا و اولیه خوشنویسی (کرسی افقی) قرار گرفته‌اند، که نمونه آن در آثارِ تاریخی خوشنویسی، بیشتر در آثارِ قبل از قرن نهم و در اَقلام ستّه (خطوط شش‌گانه) و خط تعلیق، مشهود است.
2. کرسی‌هایِ مورب چهارگانه‌ای که با نسبتی خاص (بر مبنای خطوط مفروضِ عمودی و افقی) قرار می‌گیرند و ظهور آنها در تاریخ خوشنویسی با وضوح بیشتر، پس از ابداع و رواجِ خط نستعلیق و سپس شکسته، یعنی پس از قرن نهم، دیده می‌شود. با توجه به رواج چلیپا در معنای دوم، آنچه گذشتگان به نام چلیپا می‌شناختند، به مورب‌نویسی شهره شد.

با آنکه چلیپانویسی حتی در اولین آثار به خط نستعلیق، به قلم خواجه میرعلی تبریزی با شکلی امروزی دیده می‌شود و با اینکه همه بزرگانِ نستعلیق، به چلیپانویسی اقبال بسیار داشته‌اند، لیکن هیچ‌کدام چلیپا را تعریف نکرده‌اند. گواهِ این مدعا نپرداختن به این موضوع در سه رساله نامدارِ صراط‌السطورِ سلطان‌علی مشهدی، مدادالخطوطِ میرعلی هروی، و آداب‌المشقِ باباشاه اصفهانی یا میرعماد قزوینی است. این اقبال به چلیپانویسی و نپرداختن به مسائلِ نظریِ آن، شاید از آن‌رو بوده است که خوشنویسانِ گذشته، ملاک و معیارِ زیبانویسی عبارات را در قالب «سطرنویسی» می‌جسته و می‌پنداشته‌اند هرکس سطرنویسی را درست آموخته باشد، از عهده چلیپا نیز برخواهد آمد. اما چون در سیر تاریخیِ خوشنویسی، چلیپانویسی با شعر فارسی نسبتِ استواری برقرار ساخته، یکی از شیوه‌هایِ نوشتاریِ پرکاربرد خوشنویسی، به ویژه خط نستعلیق و خط شکسته شده است.

## چلیپا در خوشنویسی معاصر
خوشنویسان قرنِ حاضر در ایران، براساس مشاهدات خود از نمونه‌های تاریخیِ چلیپا و تجربیات خویش تقسیم‌بندیهای گوناگونی از چلیپا کرده‌اند که مورد توافق همه نیست.
این تقسیم‌بندی‌ها بر دو نوع‌اند: ۱) انواع چلیپا براساس ساختارِ کرسی سطرها، که عبارت‌اند از: چلیپای ساده؛ چلیپای مُرَدَّف، که تفاوت آن با چلیپای ساده این است که همه سطرها از یک جهت آغاز می‌شوند؛ چلیپاهای مرکّب، که از ترکیب چلیپاهای ساده یا مردّف پدید می‌آیند و صورتهای متنوعی به دست می‌دهند، مانندِ چلیپای گیسو و چلیپای گردان).
۲) انواع چلیپا برپایه ترکیب حروف و عبارات در سطرها، که عبارت‌اند از:
الف) چلیپای ساده (موافق)، که در هر سطر یک کشیده (مَدّ) قرار می‌گیرد و تمامی چهار کشش از انواع کشیده‌های اصلی (مدّاتِ حقیقی) محسوب می‌شوند، مانند باء کشیده، و سین. بهترین حالت قرار گرفتنِ کشیده‌ها در چلیپا، روبه‌روی هم بودن آنهاست یا اینکه مَدِّ سطرِ دوم، به نسبت سطر اول، اندکی به سمت راست متمایل شود.
ب) چلیپای غیرهمگون (ناموافق). در این نوع، برخلاف نوع اول، کشیده در مصراع دوم در سمت چپ و نزدیک به انتهای سطر واقع است:
ج) چلیپاهای همساز (دارای ردیف شعری)، که انتهای مصراعهای ۱ و ۲ و ۴ آنها به یک شکل است:
د) چلیپاهایی با چند کرسی در هر سطر:
در چلیپاهایی که طول هر سطر آن (به لحاظ تعداد کلمات در سطر) متعادل و متوسط باشد، میانگینِ فاصله بین سطور ده تا دوازده نقطه، از نقطه معیار خواهد بود (نقطه معیار هر قلم عبارت است از نقطه کاملی با طول و عرض مساوی، که با زبانه هر قلم بر کاغذ ایجاد می‌شود). در چلیپاهایی که طول سطرهای آن بلند است، فاصله مذکور تا پانزده نقطه نیز به زیباییِ اثر نقصانی وارد نمی‌آورد.